# Мартин, Джина
Джина Мартин — британский политический деятель и писательница. Она работала над тем, чтобы сделать апскиртинг незаконным в Англии и Уэльсе, что привело к принятию Закона о вуайеризме 2019 года. 
Мартин также автор книги Be the Change: A Toolkit for the Activist in You. Она отказалась от номинации на получение Ордена Британской империи в 2020 году.
Мартин родом из Ливерпуля.

## Активизм
В июне 2017 года Мартин посещала фестиваль British Summer Time в Гайд-парке и обнаружила, что мужчина сфотографировал её нижнее белье из-под юбки. Она отнесла его телефон в полицию, где ей сообщили, что это действие не было незаконным, и поэтому они не могут принять никаких мер.
После публикации об инциденте в Facebook история стала вирусной, стартовала онлайн-петиция о возобновлении дела. Петиция собрала более 110 000 подписей.
Мартин начала кампанию за изменение закона при безвозмездном представительстве помощника юриста Райана Уилана из Gibson Dunn & Crutcher LLP. Мартин проводила кампанию, работая полный рабочий день, и получила множество онлайн-преследований, включая сотни угроз изнасилования.
В марте 2018 года вместе с Джиной и Райаном депутат Вера Хобхаус внесла на рассмотрение законопроект, согласно которому апскиртинг становился уголовным преступлением. Законопроект был заблокирован во втором чтении депутатом-консерватором Кристофером Чоупом. В ответ Министерство юстиции поддержало кампанию против апскирта, представив правительственный законопроект, который в конечном итоге был одобрен Палатой лордов в феврале 2019 года, а Закон о вуайеризме 2019 года вступил в силу в апреле того же года.
После своей кампании Мартин писала для Grazia, The World Economic Forum, The Guardian, Glamour и The Daily Telegraph, а в июне 2019 года опубликовала книгу об активизме под названием Be the Change: A Toolkit for the Activist in You. Мартин — посол структуры «ООН-женщины». Она ведёт радиошоу под названием Gina’s Gamechangers на BBC Radio 5 Live и, вместе со своей сестрой Стиви Мартин, подкаст Might Delete Later.
В 2019 году Мартин была включена в список 100 женщин Би-би-си и список Time100 Next, а также получила награду Stylist Remarkable Women Gamechanger Award и Disruptor of the Year на церемонии вручения награды Cosmopolitan Magazine Influencer Awards.
Мартин про-боно работала с моделью Ниоме Николас-Уильямс в рамках кампании против политики Instagram в отношении наготы после того, как платформу обвинили в цензуре за удаление изображений Николас-Уильямс с сайта при сохранении аналогичных изображений белых женщин, что привело к официальному изменению их политики.
Мартин отклонила предложение быть номинированной на Орден Британской империи в 2020 году, написав в Твиттере, что было бы «глубоко лицемерно» принять эту честь, «продолжая открыто заявлять о своей приверженности антирасизму и понимая глубокие и тревожащие расовые проблемы, которые Британская империя заложила в основу нашей страны и многих других» и выразила озабоченность по поводу «насилия и угнетения» Британской империи.